# مبدأ عدم الاعتداء
مبدأ عدم الاعتداء (يعرف أيضا ببديهية عدم الاعتداء) وهو إطار اخلاقي يساعد في تحديد وقياس الإستهلال بالقوة لفرد أو مجموعة من الافراد ضد فرد آخر أو مجموعة أخرى من الافراد. وهو يعتبر من قبل الكثيرين المبدأ التعريفي لليبرتارية. المبدأ يفترض ان الاعتداء، مصطلحاً معرفاً من قبل مؤيديه بأنه التجاوز على حياة شخص آخر، حريته، ما اكتسبه من ممتلكات بطريقة عادلة، أو محاولة الحصول على الممتلكات من الآخرين بواسطة الغش عندما يكون من غير الممكن الحصول عليها بالتراضي، وهو دائما امر غير شرعي. بحسب بعض الليبرتاريين فإن مبدأ عدم الاعتداء وحقوق الملكية يرتبطان بقوة، بما ان الاعتداء يعتمد على ماهية حقوق الشخص. الاعتداء بالنسبة لمبدأ عدم الاعتداء، يعرف بالشروع أو التهديد باستخدام العنف ضد شخص أو ممتلكات مكتسبة بشكل قانوني لآخر.

## قضايا متصلة بتعريف المبدأ

### الإجهاض
يبرر أعداء حقوق الإجهاض ومناصروها، الذين ينتمون لليمين الليبرالي، موقفهم على أساس مبدأ عدم الاعتداء. فمثلًا، لمعرفة ما إذا كان الإجهاض يتماشى مع مبدأ عدم الاعتداء، علينا أن نعرف أولًا المرحلة التي تنمو فيها البيضة الملقحة وتتحول خلالها إلى كائن بشري يملك حقوق أي شخص حيّ ووضعه. يدّعي بعض مناصري مبدأ عدم الاعتداء أن التحول يحدث لحظة الحمل. في المقابل، يجادل آخرون مدّعين أن الجنين لا يملك وعيًا حتى مرحلة معينة من نموه، بالتالي لا يمكن اعتباره كائنًا بشريًا قبل بلوغ تلك المرحلة، لذا يُعتبر متاعًا خاصًا بالأم حتى يتكون وعيه. أما رافضو الإجهاض، فيقولون إن الوعي ليس عاملًا مؤهلًا، ويشيرون بذلك إلى حقوق الحيوان وفلسفة الجدال من الحالات الهامشية، وقد استنتجوا بذلك أن مبدأ عدم الاعتداء ينطبق أيضًا على البشر الذين لا يملكون وعيًا كافيًا، مثل المعوقين ذهنيًا.
هناك سؤال آخر بخصوص اعتبار الجنين متعديًا على حق غيره أثناء وجوده في جسد والدته. لا يحمي مبدأ عدم الاعتداء المتعدين على حقوق الآخرين من أصحاب الممتلكات التي شهدت ذلك التعدي. بمعنى آخر، تمارس تلك الأجنة غير المرحّب بها اعتداءً على أمهاتها، وذلك عن طريق استهلاك مواد (مثل الأكسجين والماء والمغذيات) من المجرى الدموي للأم، أو عن طريق ضخّ مواد سامة ناتجة عن الاستقلاب (مثل ثنائي أكسيد الكربون أو الكرياتينين) في المجرى الدموي للأم، وأخيرًا، عن طريق تعريض الأم لصدمة طبية/جراحية تتمثل بالمخاض والولادة.
يجادل الفيلسوف الموضوعي لينارد بيكوف بخصوص هذا الموضوع قائلًا إن الجنين لا يملك الحق بالحياة داخل رحم الأم لأنه ليس «موجودًا بصورة مستقلة، وليس كائنًا كامل النمو البيولوجي، فهو ليس إنسانًا حتى». اتخذ الليبرالي موراي روثبارد المناصر للاختيار موقفًا مؤيدًا للموقف السابق، مدعيًا أن الإجهاض مبررٌ في أي مرحلة من مراحل الحمل إذا كان بقاء الجنين داخل رحم الأم غير مقبول أو غير مرحب به. وعلى شاكلة المثالين السابقين، يرتكز العديد من مناصري الاختيار في آرائهم المتعلقة بالإجهاض على حجة التعدي الجنائي. ففي مثل تلك الحالات، يدعي هؤلاء الناس أن مبدأ عدم الاعتداء لم يُخرق عند إزالة الجنين قسرًا من رحم الأم، وكذلك، لا يُخرق مبدأ عدم الاعتداء إذا أراد صاحب عقار ما إزالة زائر غير مرحب به مثلًا، ولم يغادر هذا الزائر بمحض إرادته. اتبع المنظّر الليبرالي والتر بلوك ذاك السياق، لكنه فرّق بين إزالة الجنين نهائيًا ثم موته، وقتله عمدًا.
يدعي الليبراليون من مناصري الاختيار أن الوالدين اشتركا على خلق كائن بشري جديد، وأن تلك الحياة التي سيحظى بها ليست نابعة من إرادته أو إرادتها، بالتالي، تكون حياة الجنين داخل الرحم ناتجة عن الضرورة الحتمية، وليست تطفلًا أو تعديًا على الأم. يقول هؤلاء إن الوالدين مسؤولان عن حياة الجنين، وبالتالي سيُخرق مبدأ عدم الاعتداء عندما يُقتل الجنين بواسطة وسائل الإجهاض.

### حقوق الملكية الفكرية
يُعرَّف مبدأ عدم الاعتداء بصفته قابلًا للتطبيق على أي فعل غير قانوني تجاه الملكية الجسدية للإنسان. يختلف مناصرو مبدأ عدم الاعتداء فيما بينهم على قابلية تطبيق المبدأ على الملكية الفكرية وحقوق الملكية الجسدية. يدعي البعض أن المبادئ الفكرية ليست تنافسية، بالتالي حقوق الملكية الفكرية ليست ذات أهمية أو ضرورة. بينما يدعي آخرون أن حقوق الملكية الفكرية شرعية ومهمة بقدر الحقوق الجسدية.

### التدخلات
من المفروض أن يضمن مبدأ عدم الاعتداء السيادة الفردية للإنسان، لكن يختلف الليبراليون فيما بينهم، وبشكل كبير، على الظروف التي يُطبق عليها مبدأ عدم الاعتداء. تحديدًا التدخل غير المرغوب به من طرف آخرين، إما لردع الضرر الذي سيصيب المجتمع جراء تصرفات فرد ما، أو لمنع فرد غير كفء من إيذاء نفسه جراء تصرفات يقوم بها، أي أن تدخل الآخرين قضية بالغة الأهمية. تدور النقاشات المتعلقة بذلك حول مواضيع مثل سن البلوغ عند الأطفال، والتدخل على شكل إرشاد (التدخل بالأفراد المدمنين أو في حالات العنف المنزلي)، والإيداع الجبري والعلاج اللاإرادي للأشخاص المصابين بأمراض نفسية وعقلية، والمساعدة الطبية (من خلال نظام الحفاظ على الحياة، أو الموت الرحيم عمومًا، والموت الرحيم للأشخاص المصابين بالخرف أو المصابين بغيبوبة)، وتجارة الأعضاء البشرية، والأبوية الليبرالية (وتشمل التدخل الاقتصادي)، وأخيرًا التدخل الأجنبي من طرف دول أخرى. من المواضيع الأخرى التي يجري التناقش بخصوصها هي ما إذا كان التدخل ينسجم مع مبدأ عدم الاعتداء: انتشار الأسلحة النووية وتهريب البشر والهجرة غير الشرعية.

### الدول
يبرر بعض الليبراليين وجود دولة صُغرى باعتبار أن اللاسلطوية الرأسمالية تفترض كون مبدأ عدم الاعتداء اختياري، لأن تطبيق القوانين وتنفيذها مجال مفتوح للمنافسة. يدعي هؤلاء أن تطبيق القانون بطريقة تنافسية سيؤدي دائمًا إلى الحرب وحكم الدولة الأقوى.
يردّ اللاسلطويون الرأسماليون على هذه الحجة بأن النتيجة المفترضة لتلك المنافسة الإجبارية (أي المنافسة بين الشركات العسكرية الخاصة ووكالات الدفاع الخاصة والقانون المحلي) لا تظهر جراء التكلفة العالية للحرب؛ سواء تكلفة اقتصادية أو تكلفة في الأرواح. يدعي هؤلاء أن الحرب تستهلك الأطراف المشاركة فيها وتترك الأطراف غير المقاتلة، فتصبح الأخيرة هي الأقوى عسكريًا واقتصاديًا، وجاهزة لاستلام مكانها الجديد كقوة عالمية. لذا، يدعي اللاسلطويون الرأسماليون أن النزاعات عمليًا، وفي المجتمعات المتطورة التي تملك مؤسسات كبيرة مسؤولة عن حماية مصالحها، قابلة للحل بشكل سلمي. يشير هؤلاء أيضًا إلى أن احتكار الدولة تطبيقَ القانون وتنفيذه لا يدفع مبدأ عدم الاعتداء، بالضرورة، إلى محاباة أفراد أو منظمات معينة من المجتمع، على عكس الفساد السياسي والنقابوية أو ممارسة الضغط الزبائني في المجتمعات الديمقراطية. يزعم اللاسلطويون الرأسماليون وأتباع فلسفة روثبورد عمومًا أن الدول تخرق مبدأ عدم الاعتداء بطبيعتها الأساسية، لأن الحكومات تلجأ بالضرورة إلى القوة ضد من يسرق ممتلكات خاصة أو يخربها، أو يعتدي على أحد ما أو يحتال عليه.

### الضرائب
ينظر بعض أنصار مبدأ عدم الاعتداء إلى الضرائب بصفتها خرقًا لذاك المبدأ، بينما يعتبر نقاد مبدأ عدم الاعتداء أن وجود مشكلة الراكب بالمجان -إذا اعتبرنا أن أمن الأفراد وحمايتهم سلعةٌ عامة لا يمكن حجبها عن الناس حتى لو لم يدفعوا مقابلها- لا تسمح بجمع الأموال الكافية بسبل طوعية من قبل المواطنين لحماية هؤلاء المواطنين نفسهم من خطر أشد وقعًا. لذا يقبل القسم الأخير من الناس بالضرائب، وبالتالي يقبلون بخرق مبدأ عدم الاعتداء مع الأخذ بعين الاعتبار مشكلة الراكب المجاني، طالما لا يكون مجموع الضرائب أكبر من الحد الطبيعي والضروري لتوفير الحماية المثلى للأفراد ضد الاعتداء. يجادل أنصار الجيوليبرتارية، الذين يتبعون الاقتصاد الكلاسيكي وأنصار الجورجية في الاقتصاد، المنضوية بدورها تحت النظرية العملية للملكية لجون لوك، بأن الضريبة على القيمة الأرضية منسجمة تمامًا مع مبدأ عدم الاعتداء.